# 편무계약
계약의 당사자가 상호간에 대가적(對價的)인 의의를 갖는 채무를 부담하는 계약이 쌍무계약(雙務契約)이며 그렇지 않은 계약이 편무계약(片務契約)이다. 각 계약 당사자가 채무를 부담해도 서로 대가적인 채무를 부담하지 않는 경우에는 편무계약이 된다. 사용대차 계약에서의 대주(貸主)가 사용하게 하는 채무와 차주(借主)의 반환채무와는 대가관계에 있지 않으므로 이 계약은 편무계약이 된다. 쌍무계약·편무계약을 구별하는 실익은 민법의 규정 적용상에 나타난다. 즉 동시이행의 항변권(대한민국 민법 제536조)과 위험부담(제537조)의 규정은 쌍무계약에 대해서만이 적용된다. 전형계약 중에서 매매·교환·임대차·고용·도급·조합·화해 등은 쌍무계약이며 증여·사용대차·소비대차·무상임치(無償任置) 등은 편무계약이다.

## 판례
- 쌍무계약이 취소된 경우 선의의 매수인에게 민법 제201조가 적용되어 과실취득권이 인정되는 이상 선의의 매도인에게도 민법 제587조의 유추적용에 의하여 대금의 운용이익 내지 법정이자의 반환을 부정함이 형평에 맞다[2]
- [3]

## 같이 보기
- exceptio non adimpleti contractus